# Fitzhugh Lee
Fitzhugh Lee (19. studenog 1835. – 28. travnja 1905.), nećak Roberta Edwarda Leeja. Kao i njegov poznatiji rođak, služio je američku vojsku od 1856. do 1861., gdje je stekao čin potporučnika. 1861., nakon što se Virginia odcjepila od Unije, napustio je vojsku da bi se pridružio snagama Konfederacije. Tijekom američkog građanskog rata istakao se kao zapovjednik konjaništva i stekao čin general bojnika. Nakon poraza Konfederacije i završetka rata, okrenuo se politici i pridružio Demokratskoj stranci. Od 1886. to 1890. god. služio je kao 40. guverner američke savezne države Virginije. Kada je 1898. izbio španjolsko-američki rat, Lee se ponovno pridružio američkoj vojsci, u činu general bojnika, time postavši jedan od četvorice bivših konfederalnih generala koji su predvodili vojsku ujedinjene Amerike u ratu protiv Španjolske. Tijekom rata je zapovijedao VII. korpusom. Iz vojske se povukao 1901. u činu brigadnog generala. Umro je 1905. u Washingtonu. Kada je bio pokopan u plavoj (unionističkoj) generalskoj uniformi, navodno je jedan konfederalni veteran na sahrani rekao:"Što će Stonewall na nebesima reći kad vidi Leeja u ovome?" 